# Pouteria gracilis
Pouteria gracilis là một loài thực vật thuộc họ Sapotaceae. Đây là loài đặc hữu của Peru.